# Manifestations de 2017 en Biélorussie
Les manifestations de 2017 en Biélorussie sont une série de manifestations spontanées ayant eu lieu en Biélorussie à partir 17 février 2017. L'élément déclencheur est une « taxe sur les parasites ».

## Histoire
Le 17 février 2017 quelque 2000 partisans de l'opposition manifestent à Minsk pour protester contre un décret présidentiel. Ce décret impose une taxe spéciale de 200 dollars aux « parasites sociaux », c'est-à-dire à ceux qui travaillent moins de six mois par an. Les organisateurs de la manifestation sont Mikalaï Statkiévitch et Vladimir Nekliaïev. Les manifestants ont dénoncé cette taxe et scandé des slogans exigeant la démission du président Alexandre Loukachenko.
Dans les semaines qui ont suivi, il y eut dans tout le pays des manifestations contre cette taxe, :
- 19 février : Manifestations à Hrodna[9], Homel[10] et Mahiliow.
- 26 février : Manifestations à Vitebsk et Babrouïsk[11].
- 5 mars : Manifestations à Brest[12].
- 10 mars : Manifestations à Maladetchna ; les organisateurs ont été arrêtés[13].
- 11 mars : Manifestations à Pinsk[14].
- 12 mars : Manifestations à Brest, Babrouïsk, Orcha[15] et Rahatchow.
- 15 mars : Manifestations à Mahiliow[16], Hrodna et Minsk (50 personnes ont été arrêtées)[17].

### 25 mars - Journée de la liberté

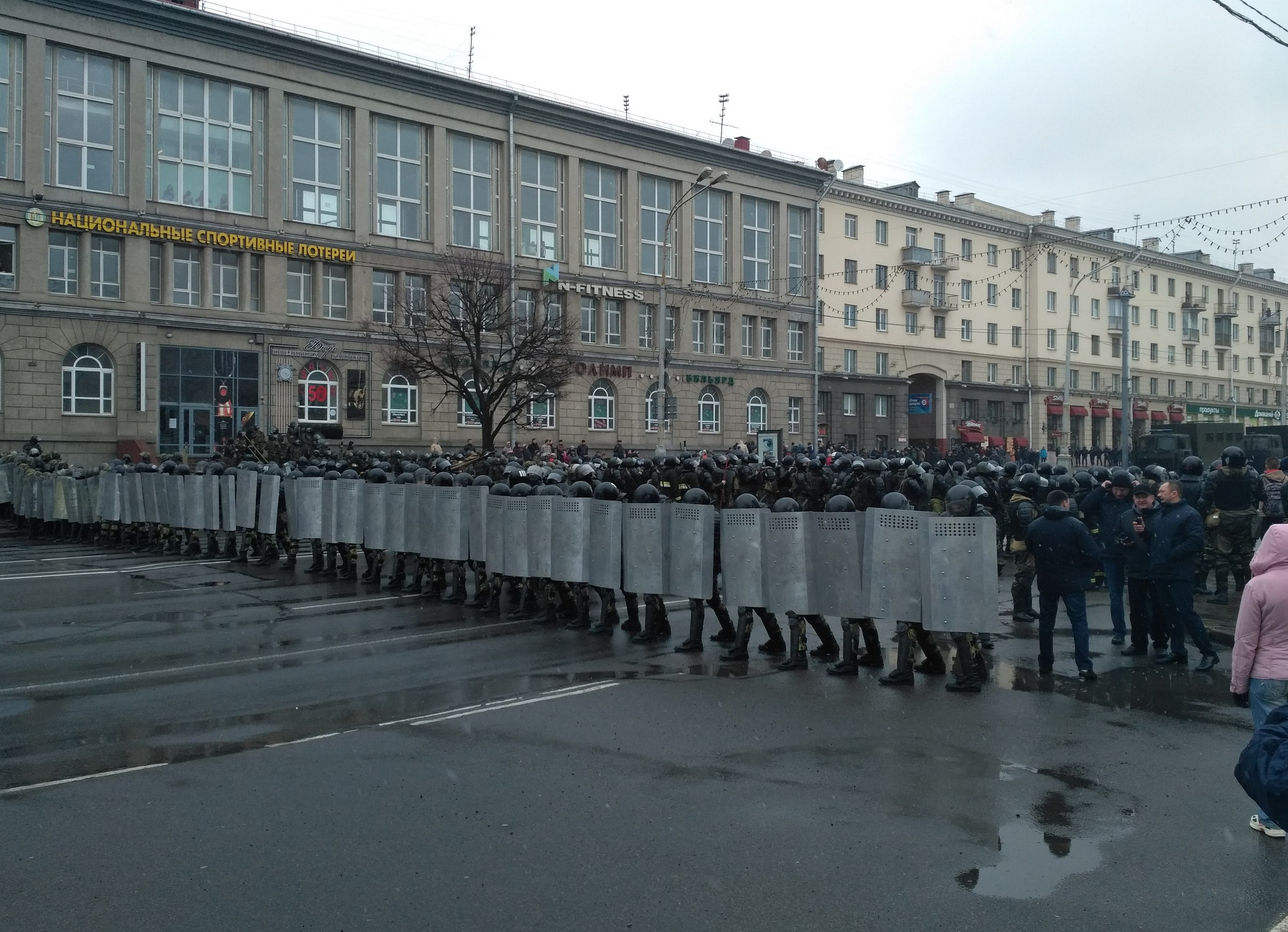
La police a bloqué l'avenue de l'Indépendance

Dans ce contexte, la célébration de la Journée de la liberté, jour férié non officiel de Biélorussie, a eu lieu le 25 mars. La manifestation a été durement réprimée et des centaines de manifestants ont été arrêtés,.

### Premier mai
En mai 2017, les dirigeants de l'opposition s'interrogent et parmi ceux-ci, Anatol Liabiedzka, le leader du parti Parti civil uni de Biélorussie. En l'absence de représentation de l'opposition dans les instances de direction politique, ceux qui doivent choisir la meilleure voie sont partagés entre deux tendances. La première voudrait se limiter à des manifestations tolérées par le pouvoir, suivant les règles imposées. Cela signifie des manifestations pour lesquelles il ne peut pas être distribué de tracts avant d'en avoir reçu l'autorisation. D'où la difficulté de rassembler les manifestants. À Minsk, par exemple, cette autorisation est traditionnellement donnée la veille de la manifestation. La seconde tendance voudrait que les manifestations soient organisées au gré des citoyens, sans devoir demander d'autorisation, mais en veillant à éviter tout débordement de la part des manifestants. Les dirigeants politiques de l'opposition sont apparemment « coincés » entre ces deux tendances qui proviennent de plus de groupes qui ne sont pas nécessairement politisés.
Le journaliste Pavliouk Bykovski détaille dans le quotidien biélorusse du 24 mai 2017 Naviny.BY les résultats de la coexistence des deux tendances de manifestations.
La division entre les méthodes d'approche représente, à son avis, une simplification et les politiciens défendent la méthode choisie en fonction du type d'action à mener. Quant aux manifestants, ils se sentent proches, les uns contre les autres, ils ne font pas de discours et peu leur importe s'ils n'ont pas de garantie de sécurité parce que l'action n'est pas autorisée. Ils donnent une atmosphère à l'action, ne se préoccupent pas de ce que les médias rapportent et observent les leaders. Ils peuvent ne pas appartenir à des partis politiques. Ces leaders tentent quant à eux d'acquérir une image auprès des médias et de construire des structures pour durer plutôt que d'obtenir des résultats plus concrets tel celui de la création d'une faction au parlement. Dans les médias, l'ex-candidat à la présidence en 2010 Mikalaï Statkiévitch, apparaît fréquemment, mais il n'a pas vraiment de structure organisée, ni de réseau actif selon le journaliste P. Bykovski.
Quant aux médias, ils écrivent surtout à propos de la détention de participants aux manifestations plutôt qu'en raison du caractère massif de celle-ci. C'est la raison pour laquelle les leaders de l'opposition donnent une audience maximale aux manifestations non autorisées.